# 陈冰 (1920年)
陈冰（1920年—2008年），原名尹莹升，江苏淮安人，中华人民共和国政治人物。
1935年，进入江苏省立淮安中学，后任《大众日报》记者兼编辑。1941年，任新华社山东分社编辑。1946年，任新华社山东总分社编辑部主任。第二次国共内战期间，任新华社第三野战军总分社社长。1949年，任杭州市军管会文教部副部长，后升至浙江省委宣传部部长。1961年，任浙江嘉兴地委第一书记。1978年，任宁夏回族自治区党委常委、副书记。1983年，当选天津市政协主席。